# (20388) 1998 KZ54
A (20388) 1998 KZ54 a Naprendszer kisbolygóövében található aszteroida. A LINEAR projekt keretében fedezték fel 1998. május 23-án.